# Liste der Naturdenkmale in Egelsbach
Die Liste der Naturdenkmale in Egelsbach nennt die in der Gemeinde Egelsbach im Landkreis Offenbach in Hessen gelegenen Naturdenkmale.
| Bild | Bezeichnung | Ortsteil, Lage                            | Beschreibung                                                                                   | Art        | Nr.     |
| ---- | ----------- | ----------------------------------------- | ---------------------------------------------------------------------------------------------- | ---------- | ------- |
| BW   | Speierling  | Egelsbach 49° 57′ 53,3″ N, 8° 41′ 15,6″ O | ca. 9,3 m hoher Speierling (Sorbus domestica) in einer Ackerfläche.                            | Speierling | 438 028 |
| BW   | Speierling  | Egelsbach 49° 58′ 2″ N, 8° 41′ 11,6″ O    | Mit ca. 18 m Höhe außergewöhnlich großer Speierling (Sorbus domestica) in einem Gartengelände. | Speierling | 438 029 |

## Belege
1. ↑  
Naturdenkmal. www.kreis-offenbach.de, abgerufen am 7. April 2020.

- Karte mit allen Koordinaten:
- OSM |
- WikiMap